# شهرستان پویانگ
شهرستان پویانگ (به لاتین: Poyang County) یک منطقهٔ مسکونی در چین است که در شانگراو واقع شده‌است.